# Herod Agryppa I

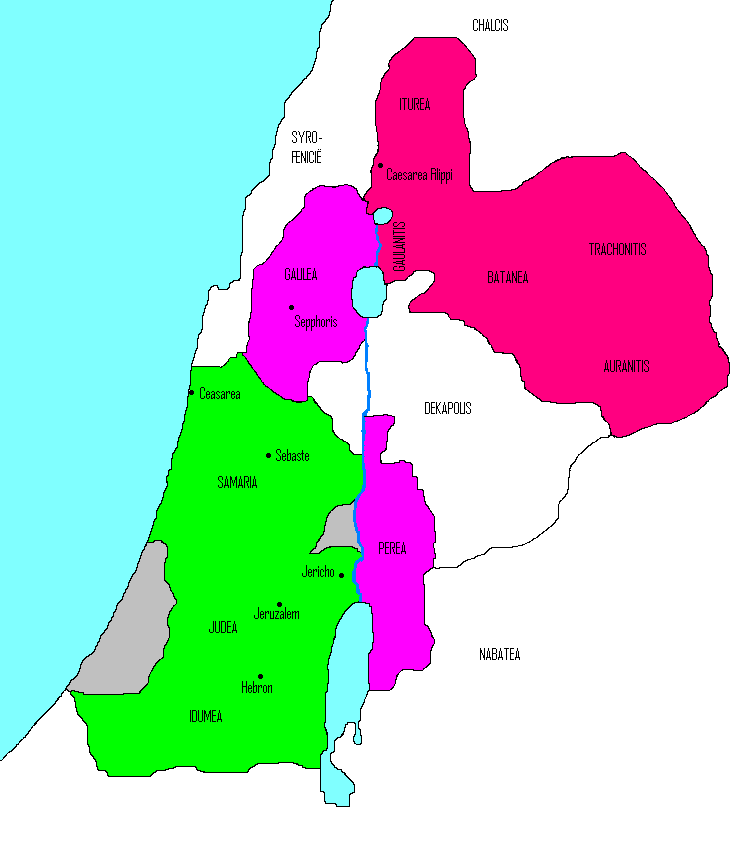
Judea za czasów Heroda Agryppy I

Herod Agryppa I, właściwie Marcus Iulius Agrippa (ur. w 10
lub 9 p.n.e., zm. w 44 w Cezarei Nadmorskiej) – król Batanei, Gaulanitydy, Trachonu i Paneas od 37, Galilei i Perei od 39, Judei od 41. Wnuk Heroda Wielkiego. Brat Heroda z Chalkis i Herodiady. W 37 roku otrzymał z nadania Kaliguli tetrarchię swojego stryja Filipa, a dwa lata później ziemie innego stryja – Heroda Antypasa. W 41 roku odegrał istotną rolę przy objęciu władzy przez Klaudiusza, a ten w zamian nadał mu Judeę. Niepochlebną opinię zyskał między innymi z powodu stracenia apostoła Jakuba Większego. Historyk rzymski, Kasjusz Dion nazywa go nauczycielem tyrana, w nawiązaniu do Kaliguli, a w stenogramie procesowym Akta Izydora pada określenie - Żydek za trzy obole.

## Wywód genealogiczny
| 4. Herod Wielki |  |              |  |  |                    |
|                 |  | 2. Arystobul |  |  |                    |
| 5. Mariamme (I) |  |              |  |  |                    |
|                 |  |              |  |  | 1. Herod Agryppa I |
| 6. Kostobar I   |  |              |  |  |                    |
|                 |  | 3. Berenika  |  |  |                    |
| 7. Salome I     |  |              |  |  |                    |
|                 |  |              |  |  |                    |

## Życiorys
Herod Agryppa był synem Arystobula i Bereniki. Jego braćmi byli Herod z Chalkis i Arystobul, a siostrami - Mariamme, prawdopodobna żona Heroda Archelaosa, i Herodiada. Drugie imię otrzymał na cześć Marka Wipsaniusza Agryppy.
Jeszcze jako dziecko Herod Agryppa wraz z matką przeniósł się do Rzymu, gdzie wychowywał się z Druzusem, synem cesarza Tyberiusza. Po śmierci Druzusa, otrutego w 23 roku, popadł w długi. Uciekając przed wierzycielami, 
schronił się w Palestynie. Był tak zrozpaczony, że w idumejskiej twierdzy Malata nosił się z zamiarem popełnienia samobójstwa. Na szczęście dla Agryppy jego szwagier i stryj, Herod Antypas, tetrarcha Galilei i Perei, nadał mu posadę agoranomosa (kontrolera targu) w Tyberiadzie. Później udał się do swojego przyjaciela, Pomponiusza Flakkusa, nowego zarządcy Syrii. W 36 roku zdecydował się na powrót do Italii. Życzliwie przyjęty przez Tyberiusza na wyspie Capri, spłacił długi dzięki pomocy Antonii.
W 38 roku Herod Agryppa przybył do Palestyny. Herod Antypas - pod wpływem swojej żony Herodiady zazdrosnej o sławę brata - udał się do Italii z nadzieją, że Kaligula także obdarzy go tytułem królewskim. Agryppa wysłał zaraz za Antypasem swojego wyzwoleńca Fortunata. Ten przedstawił Antypasa w złym świetle - oskarżył go o współpracę z Sejanem, konszachty z Partami i zgromadzenie broni dla 70 tysięcy ludzi. Antypas spotkał się z Kaligulą w Bajach w 39 roku. Nie potrafił się wytłumaczyć z oskarżeń. W efekcie cesarz skazał go na wygnanie, a Galileę i Pereę przekazał Agryppie.
Gdy w styczniu 41 roku Kaligula został zamordowany, Agryppa odegrał sporą rolę w negocjacjach między Senatem a Klaudiuszem, stryjem zamordowanego, popieranym przez pretorianów.
Jako władca Judei Herod Agryppa I zyskał sporą popularność wśród faryzeuszy. Prześladował chrześcijan: kazał stracić apostoła Jakuba Większego oraz uwięzić apostoła Piotra, któremu jednak udało się zbiec z więzienia.
Usiłował wzmocnić mury Jerozolimy i zwołać zjazd książąt regionu w Tyberiadzie.
Zmarł w 44, w Cezarei, gdzie rozstrzygał spór między miastem Cezareą a Tyrem i Sydonem. Podobny opis jego śmierci możemy znaleźć w Nowym Testamencie (Dzieje Apostolskie 12, 18-23) oraz u Józefa Flawiusza (Dawne Dzieje Izraela, Ks. XIX, Roz. VIII).

## Żona i potomstwo
Poślubił Kypros, córkę Fazaela i Salampsio, po kądzieli wnuczkę Heroda Wielkiego. Z tego małżeństwa pochodzili:
- Herod Agryppa II, ur. 27;
- Berenika, ur. 28;
- Druzus, zmarł w dzieciństwie;
- Mariamme, ur. 34, żona od 53 Juliusza Archelaosa, a później Demetriusza, alabarchy z Aleksandrii;
- Druzylla, ur. 38, żona od 53 Azisa, króla Emesy, a później Marka Antoniusza Feliksa.